# 太平洋機動作戦
『太平洋機動作戦』（たいへいようきどうさくせん、Operation Pacific）は1951年のアメリカ合衆国の映画。出演はジョン・ウェインなど。
日本では1959年に公開された後、「激戦フィリピン沖作戦」という題でテレビ放送された。

## キャスト
※括弧内は日本語吹替（初回放送1968年12月8日『日曜洋画劇場』）
- デューク・ギフォード少佐：ジョン・ウェイン（小林昭二）
- メアリー・スチュアート：パトリシア・ニール（二階堂有希子）
- ペリー：ワード・ボンド（宮川洋一）
- ラリー中尉：スコット・フォーブス
- ボブ・ペリー中尉：フィリップ・キャリー

## スタッフ
- 監督・脚本：ジョージ・ワグナー
- 製作：ルイス・F・エデルマン
- 撮影：バート・グレノン
- 音楽：マックス・スタイナー